# 246-я стрелковая дивизия
246-я стрелковая Шумская дивизия — воинская часть Вооружённых Сил СССР, принимавшая участие в Великой Отечественной войне.
 Боевые периоды — 15 июля 1941 — 1 февраля 1943 и 16 февраля 1943 — 11 мая 1945 года.

## История
Сформирована в городе Рыбинске Ярославской области.
Первоначально сражалась на территории Калининской области, обороняла город Западная Двина.
К 24 июля 1941 года 244-я стрелковая дивизия заняла оборону в район Мончалово (западнее Ржева), имея соседями справа 246-ю и слева 119-ю стрелковые дивизии.
В 1941—1942 годах участвовала в обороне Москвы на одном из участков Калининского фронта. 6 декабря 1941 года перешла в общее наступление, освободив 20 населённых пунктов. Сражалась за город Зубцов, держала оборону подо Ржевом.
Летом 1943 года участвовала в Курской битве. Держала оборону на правом фланге «вершины» Курской дуги в районе города Севска.
В 1943—1944 годах сражалась на Украине. Участвовала в освобождении городов Бердичев, Новоград-Волынск, Изяслав, Шумск (за что в феврале 1944 года получила почётное наименование «Шумская»), Львов, Пшемысль.
В 1944—1945 годах освобождала Польшу — Краков, Верхняя Силезия; и Чехословакию — города Опава, Моравска-Острава. Закончила боевой путь в Праге.
Летом 1945 года расформирована.

## Награды дивизии
- 19 марта 1944 года — Почетное наименование «Шумская» — присвоено приказом Верховного Главнокомандующего № 060 от 19 марта 1944 года в ознаменование одержанной победы и отличие в боях за освобождение города Шумское.

Награды частей дивизи:
- 908-й стрелковый Львовский полк
- 914-й стрелковый Краснознаменный[2] полк
- 915-й стрелковый ордена Суворова[3] полк

## Боевой состав
- 908-й стрелковый полк
- 914-й стрелковый полк
- 915-й стрелковый полк
- 777-й артиллерийский полк
- 305-й отдельный истребительно-противотанковый дивизион
- 326-я отдельная разведывательная рота
- 32-я отдельная рота связи
- 415-й отдельный сапёрный батальон
- 667-й отдельный батальон связи (667-я отдельная рота связи)
- 265-й отдельный медико-санитарный батальон
- 247-я (245-я) отдельная рота химической защиты
- 63-я автотранспортная рота (464-й автотранспортный батальон, 468-я автотранспортная рота)
- 310-я полевая хлебопекарня (284-й полевой хлебозавод, 218-я полевая хлебопекарня)
- 20-й (169-й) дивизионный ветеринарный лазарет
- 810-я полевая почтовая станция
- 712-я полевая касса Государственного банка

## Командиры
Дивизией командовали:
- Мельников, Иван Иванович (04.07.1941 — 01.03.1942), генерал-майор
- Ракчеев, Арсений Тимофеевич (02.03.1942 — 19.08.1942), подполковник
- Малюков, Григорий Фёдорович (20.08.1942 — 09.11.1942), полковник
- Федосенко, Михаил Георгиевич (10.11.1942 — 07.12.1942), майор
- Мищенко, Пётр Лукьянович (08.12.1942 — 22.12.1942), полковник
- Ушаков, Евгений Григорьевич (23.12.1942 — 06.06.1943), полковник
- Федосенко Михаил Георгиевич (07.06.1943 — 17.10.1944), подполковник, с 21.08.1943 полковник
- Казаринов, Дмитрий Леонидович (18.10.1944 — 11.05.1945), полковник

## Подчинение[5]
| Дата            | Фронт (округ)        | Армия      | Корпус                  |
| --------------- | -------------------- | ---------- | ----------------------- |
| 01.08.1941 года | Западный фронт       | 29-я армия |                         |
| 01.11.1941 года | Калининский фронт    | 29-я армия |                         |
| 01.09.1942 года | Западный фронт       | 29-я армия |                         |
| 01.11.1942 года | Западный фронт       | 31-я армия |                         |
| 01.02.1943 года | Западный фронт       |            |                         |
| 01.03.1943 года | Центральный фронт    | 65-я армия |                         |
| 01.07.1943 года | Центральный фронт    | 65-я армия | 18-й стрелковый корпус  |
| 01.09.1943 года | Центральный фронт    | 65-я армия |                         |
| 01.10.1943 года | Центральный фронт    | 65-я армия | 18-й стрелковый корпус  |
| 01.11.1943 года | Белорусский фронт    | 65-я армия | 27-й стрелковый корпус  |
| 01.12.1943 года | Белорусский фронт    | 48-я армия |                         |
| 01.01.1944 года | 1-й Украинский фронт | 13-я армия | 28-й стрелковый корпус  |
| 01.02.1944 года | 1-й Украинский фронт |            | 28-й стрелковый корпус  |
| 01.03.1944 года | 1-й Украинский фронт | 60-я армия | 28-й стрелковый корпус  |
| 01.08.1944 года | 1-й Украинский фронт | 60-я армия | 106-й стрелковый корпус |
| 01.01.1945 года | 1-й Украинский фронт | 60-я армия | 28-й стрелковый корпус  |
| 01.03.1945 года | 1-й Украинский фронт | 60-я армия |                         |
| 01.04.1945 года | 1-й Украинский фронт | 60-я армия | 15-й стрелковый корпус  |
| 01.05.1945 года | 1-й Украинский фронт | 60-я армия | 28-й стрелковый корпус  |

## Отличившиеся воины

### Герои Советского Союза
- Калиев, Анвар Мадиевич, сержант, разведчик 326-й отдельной разведывательной роты.
- Конгалёв Фёдор Иванович, красноармеец, разведчик 326-й отдельной разведывательной роты.

### Кавалеры ордена Славы 3-х степеней[6]
- Лисовский, Степан Харитонович, красноармеец, разведчик взвода пешей разведки 908 стрелкового полка.
- Морозов, Геннадий Владимирович, ст. сержант командир отделения 3 стрелкового батальона 914-го стрелкового полка.[7][8]
- Ясиницкий, Александр Ильич, сержант, сапёр 415 отдельного сапёрного батальона.